# 小行星7499
小行星7499（英語：7499 L'Aquila）是一颗围绕太阳公转的小行星。1996年7月24日，A. Boattini、A. Di Paola在帝王台发现了此天体。
这颗小行星的绝对星等为72.32211等。